# Gothic metal
Il gothic metal o gothic doom metal (in italiano: metal gotico) è un genere di musica che combina l'aggressività dell'heavy metal con le sonorità oscure e malinconiche del gothic rock. Il genere è spesso caratterizzato dall'alternanza di eteree voci femminili soprano, talvolta di impostazione lirica, e voci maschili, più aggressive e spesso urlate.
I testi sono generalmente poetici e malinconici, spesso influenzati dalla letteratura gotica o da esperienze personali.

## Influenze e origini
Ci sono differenti correnti di pensiero riguardo all'origine del genere e alle sue influenze. Secondo alcune enciclopedie musicali, nonostante le prime volte il termine "gothic" fu utilizzato per indicare canzoni di band caratterizzate da suoni in tonalità minore e vagamente medioevali, in realtà l'attuale gothic metal ha come fondamento non i riff di chitarra, ma principalmente l'abbondante uso di tastiere capace di creare atmosfere eteree, oltre alla base "spettrale" della musica. Caratteristica che fu influenzata inizialmente dalla scena death rock intorno Los Angeles. 
Secondo altri critici musicali invece il genere è stato influenzato principalmente dal riffing della corrente doom-death metal e black metal con band come Paradise Lost, Anathema e Tiamat. Un altro genere che in qualche modo ha influenzato un certo tipo di gothic metal è quello proposto dai Type O Negative che nel loro esordio discografico proposero mix tra il doom metal di scuola sabbathiana, thrash metal e punk rock vecchia scuola.
I norvegesi Theatre of Tragedy sono stati tra i primi a mantenere una voce femminile eterea in maniera costante contrapposta a quella maschile. Un contrasto sonoro successivamente divenuto uno degli elementi fondamentali del genere.
Verso la metà degli anni novanta, Moonspell, Theatres des Vampires, Rotting Christ e Cradle of Filth furono le prime band a donare una connotazione "gotica" al black metal. Verso la seconda metà del decennio, iniziò ad emergere una tendenza sinfonica del gothic metal da parte di band come Tristania e Within Temptation.
Nel ventunesimo secolo, il gothic metal ha visto una sempre più crescente popolarità in Europa, in particolare in Finlandia, dove gruppi come Sentenced, Entwine, HIM, Lullacry, ecc., hanno realizzato canzoni e album che hanno riscosso un notevole successo.

## Etimologia
Il termine "gothic" apparve per la prima volta nell'universo della musica heavy metal con l'uscita dell'album dei Paradise Lost, Gothic, nel 1991. Da lì, si aprì una grande spaccatura fra gli stessi amanti dell'heavy metal: alcuni rifiutarono l'etichetta, altri l'accettarono. Diversi musicisti hanno contestato l'applicazione dell'etichetta gothic al proprio stile musicale, e tra questi vi sono Rozz Williams dei Christian Death e Andrew Eldritch dei The Sisters of Mercy. Nell'universo del gothic metal stesso, membri di gruppi come After Forever, HIM e Nightwish allo stesso modo non hanno preso in considerazione l'etichetta gothic per descrivere la propria musica.

## Caratteristiche tecniche

### La musica
La musica di questo genere è generalmente caratterizzata dalla presenza di atmosfere oscure, definite ricorrendo al termine inglese "dark" (appunto oscuro, buio). Tale aggettivo è il più utilizzato per descrivere la musica gotica in un contesto più generale anche se, si può ricorrere ad altri aggettivi quali "profonda", "deprimente", "romantica", "passionale" o "intensa". Il gothic metal è stato spesso descritto come "un connubio tra l'oscurità e la malinconia del gothic rock e l'heavy metal". AllMusic definisce il genere come un'unione tra "le atmosfere dure e agghiaccianti del gothic rock e le chitarre potenti e aggressive dell'heavy metal"; ulteriori note confermano che "il vero goth metal ha sempre una diretta influenza da parte del gothic rock - per cui la presenza di synth eterei e sonorità spaventose è fondamentale come i riff di chitarra, se non di più".
Il gothic metal è un genere piuttosto variegato dal momento che vi sono numerose band che intraprendono differenti scelte stilistiche e approcci musicali, spaziando da sonorità più lente e decadenti ad altrettante più possenti ed orchestrali. La componente doom metal delle prime band gothic come Anathema, Paradise Lost e My Dying Bride ha influito molto su band come Artrosis, Ava Inferi e Draconian. L'approccio black metal dei Cradle of Filth, dei Theatres des Vampires e dei primi Moonspell ha lasciato una grande eredità a band come Graveworm, Drastique e Samsas Traum mentre la tendenza più symphonic metal di Tristania e Within Temptation si può riscontrare in band come i primi Epica, Sirenia e i primi lavori degli After Forever. Vi sono anche altre tendenze stilistiche che si avvicinano ad altri generi quali il death metal dei Trail of Tears, il folk metal dei Midnattsol, l'Industrial metal di Deathstars e Gothminister, il progressive metal di Noturna e Adagio, e l'alternative metal di Katatonia e Lacuna Coil.

### La voce

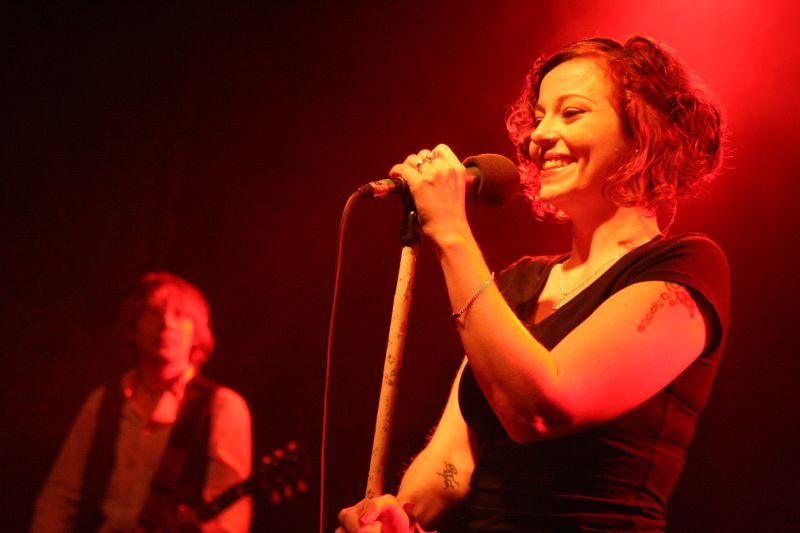
La presenza di voci femminili nel gothic metal è stata fondamentale per lo sviluppo del genere. Una delle prime è stata Anneke van Giersbergen della band olandese The Gathering, ritratta qua sopra.

Vi è un'ampia gamma di stili canori adottati dalle diverse band di questo genere. Le voci maschili generalmente spaziano dalle voci gutturali, a quelle più aspre di Dani Filth e Morten Veland passando per il timbro da Basso di Østen Bergøy o quello baritonale di Peter Steele. Anche per le cantanti femminili, si spazia fra più stili di canto: dalle voci in scream o in growl dei Cadaveria, a quelle operistiche di Tanja Lainio (Lullacry), o al mezzosoprano di Vibeke Stene (Tristania). In questo genere, infatti, vi è un considerevole presenza di voci femminili rispetto ad altri sottogeneri dell'heavy metal, anche se, tuttavia, il cantato femminile non è necessariamente sinonimo di gothic metal. Liv Kristine dei Theatre of Tragedy e dei Leaves' Eyes ci fa notare che l'etichetta "gothic" è spesso fraintesa e afferma che "non tutte le band dotate di una cantante sono gothic metal".
Questa musica è inoltre uno tra i generi dell'heavy metal più seguiti dal pubblico femminile.

### I testi
Le tematiche del gothic metal sono note per i loro celebri toni "epici e melodrammatici". Per i tre pionieri britannici del genere, i testi sofferenti e deprimenti riflettono il loro legame con il doom metal. La musica dei My Dying Bride - stando alle dichiarazioni dei critici - "gronda di tradimento e dolore", ed è caratterizzata da un "ingannevole fascino lirico ricco di trasgressioni di vario genere".
Testi che si concentrano sul suicidio e il significato della vita possono essere ritrovati in band come gli Anathema e i Paradise Lost.

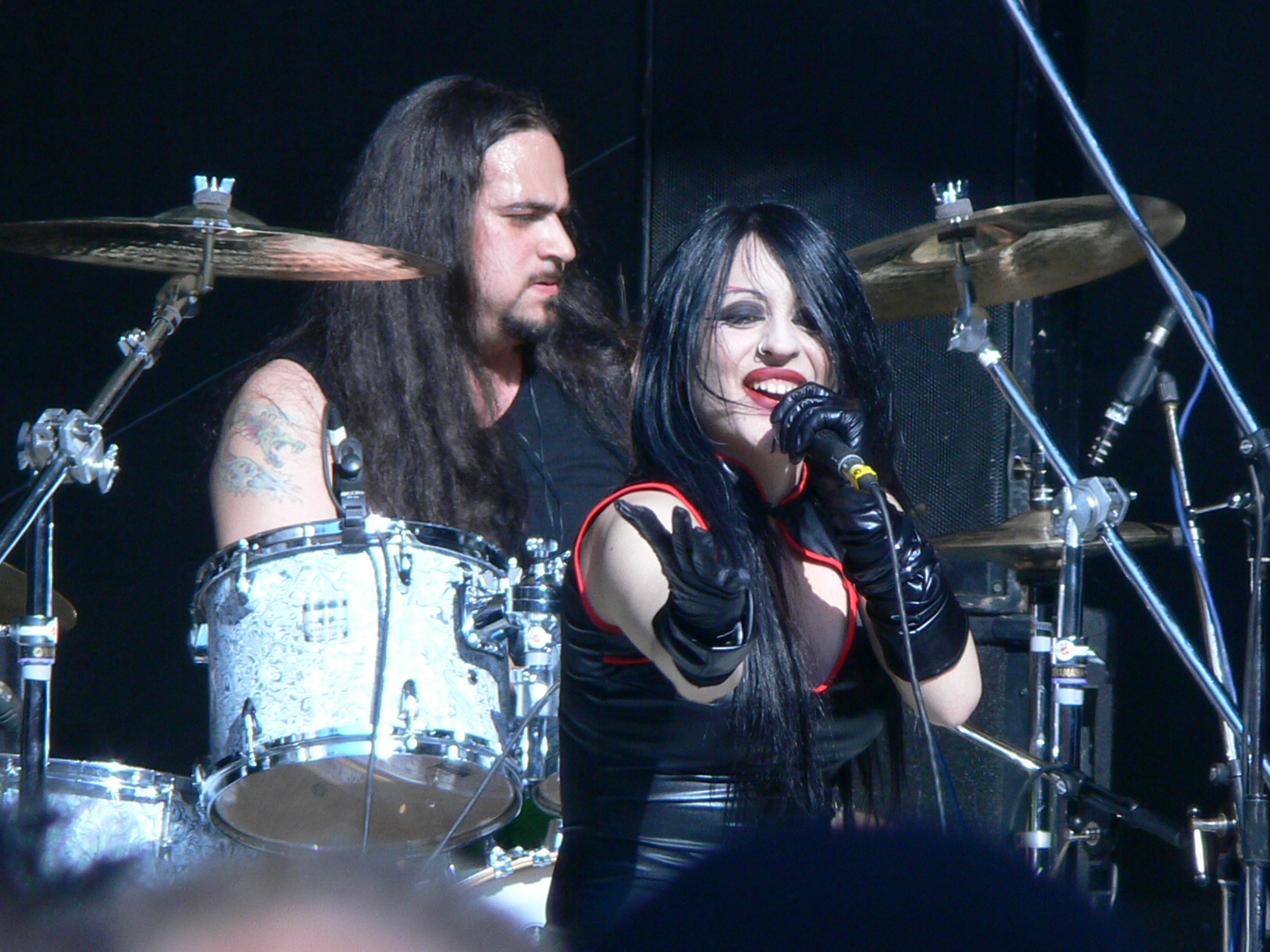
Il gruppo gothic/black metal dei Theatres des Vampires manifesta un forte interesse per la letteratura horror, in particolare a tematiche vampiresche

Il romanzo gotico, è un genere letterario che unisce l'horror e il romanticismo, ed è sempre stato fonte di ispirazione per band come Cadaveria, Cradle of Filth, Moonspell, Theatres des Vampires e Xandria. Il giornalista e critico di Allmusic, Eduardo Rivadavia, sostiene che il dramma e la tristezza siano gli elementi chiave di questo genere. I My Dying Bride sono una band che ha trattato tematiche come "morte, miseria, amori perduti e romanticismo" sotto diverse interpretazioni. Il tema ricorrente dell'amore perduto è stato più volte affrontato da diversi artisti come i Theatre of Tragedy e i Leaves' Eyes.
Testi basati su racconti ed esperienze di vita personali sono un'altra componente fondamentale per molte band gothic metal come gli Anathema, gli Elis, i Tiamat, i Midnattsol e i The Old Dead Tree. I Graveworm hanno lentamente abbandonato i loro testi incentrati sulla narrazione fantasy preferendo a questi altri incentrati su temi nettamente più astratti, legati a esperienze di vita personali, pensieri e riflessioni, ritenendoli più adatti per la loro musica. I testi degli italiani Lacuna Coil non contengono "elementi fantasy o surreali", come è invece consuetudine per il gothic; stando alle dichiarazioni della cantante Cristina Scabbia, questa preferisce piuttosto "che la gente percepisca la loro musica come una fonte di riflessione". Similmente, i Lullacry compongono testi incentrati su questioni di "amore, odio, passione e dolore" in modo che gli ascoltatori "possano comprendere e percepire le emozioni trasmesse da una canzone".

## Storia del genere

### Origini e sviluppo
Tra i progenitori di questa corrente vi sono gruppi come Paradise Lost, My Dying Bride e Anathema. Questi tre gruppi infatti sono i pionieri del death doom metal, un genere musicale che unisce death metal e doom metal, che ha anch'esso lasciato una forte influenza sul futuro sviluppo di questa correnti. Tutte queste band erano sotto contratto con la Peaceville Records agli inizi degli anni novanta e sono noti al pubblico come i "Peaceville Three" (i "Tre della Peaceville (Records)"). Questi artisti proponevano una forma di musica che univa in sé, da un lato l'abrasività del death metal, e dall'altro, i paesaggi sonori spogli, duri e oscuri tipici di band gothic rock e post-punk come i Dead Can Dance".
I Paradise Lost nacquero verso la fine degli ottanta. Il loro debutto Lost Paradise uscì nel 1990 e ridefinì i connotati del doom/death esplorando nuove atmosfere e sonorità. Col successivo album "Gothic" proposero, rispetto al precedente, un sound più elaborato e maggiormente incentrato su atmosfere oscure, facendo impiego di tastiere, chitarre da basse accordature, e voce femminile nella canzone d'apertura "gothic", il tutto al solo scopo di dover trasmettere emozioni oscure. Gothic ebbe un notevole successo commerciale in Europa. Nel 1992, il loro terzo album, Shades of God portò avanti il cammino intrapreso dal precedente Gothic mentre, nel 1993, il successivo Icon rappresentò un "punto di svolta" per la band, che iniziò a sperimentare in tre canzoni anche l'impiego di sporadici synths orchestrali, timpani, pianoforti e voce femminile.
Con l'album Draconian Times invece, l'evoluzione musicale dei Paradise Lost arriva infine ad una fusione tra gothic rock ed heavy metal. Stando alle dichiarazioni di alcuni critici, la band aveva creato "un sound vicino ai Metallica dell'era di Black Album suonato da una band con l'amore per i Sister of Mercy".

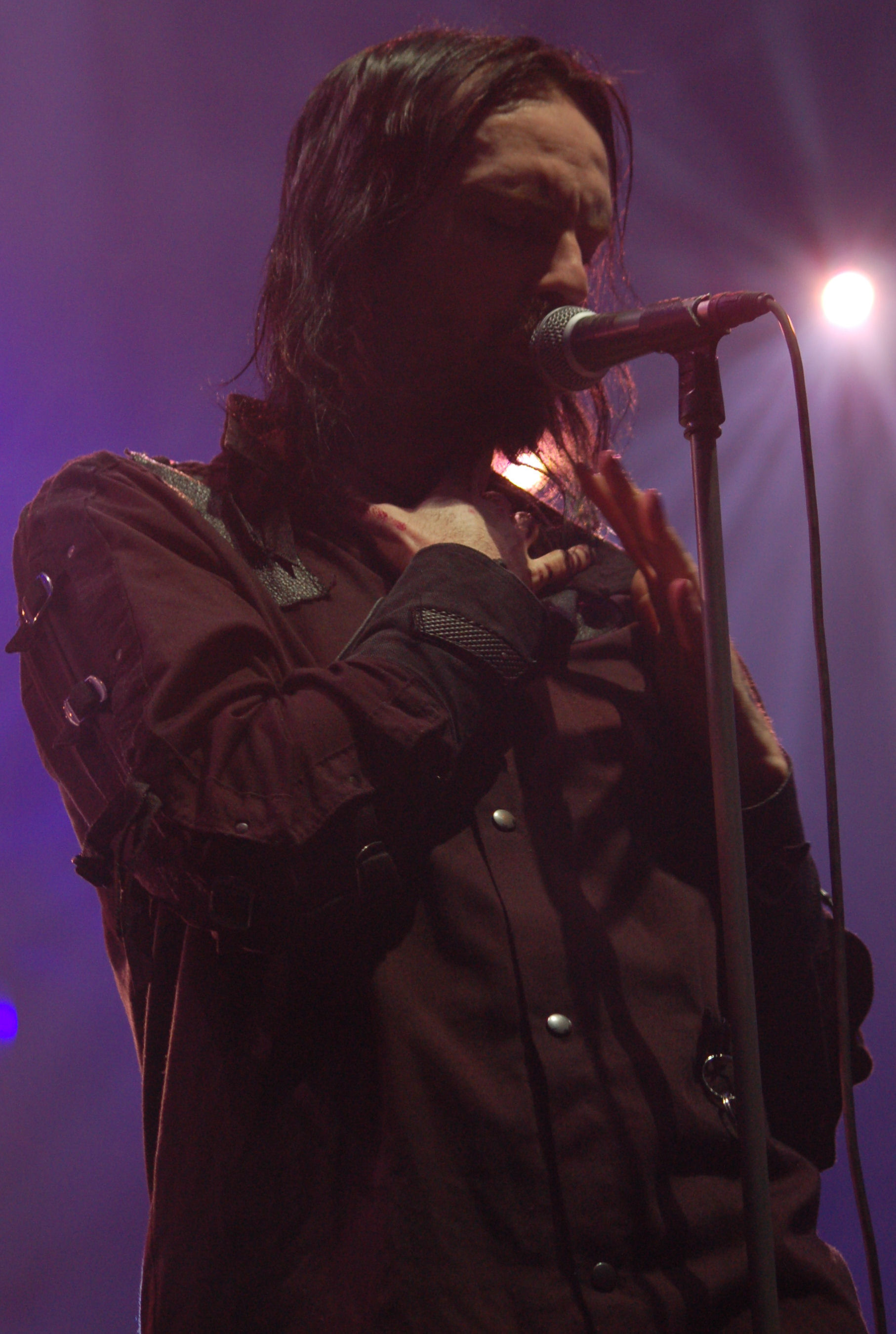
Aaron Stainthorpe dei My Dying Bride annovera i Dead Can Dance, gli Swans e Nick Cave and the Bad Seeds tra gli artisti di maggior ispirazione.

Da Halifax, sempre nell'Inghilterra settentrionale, emersero verso gli inizi degli anni novanta i My Dying Bride. Già nel 1991, con l'EP Symphonaire Infernus Et Spera Empyrium avevano suscitato un considerevole interesse tra il pubblico heavy metal,, e il loro debutto As The Flower Withers, uscito nello stesso anno, venne acclamato dalla critica musicale e successivamente considerato come uno degli album più importanti del doom death metal. In quest'album - "innovativo", secondo la critica - il gruppo introdusse un "maggiore elemento di romanticismo dark all'interno della loro musica doom metal".
Il loro album del 1995 The Angel and the Dark River segna un sostanziale cambiamento nello stile vocale adoperato dallo stesso cantante della band, che decise di abbandonare il growl, preferendo a questo un cantato nettamente più pulito. Il resto del gruppo decise di lasciarsi alle spalle quell'attitudine death metal che li aveva caratterizzati in passato, incorporando anche un impiego di tastiere e degli archi. Nonostante intrapresero questa strada sperimentale, nella loro musica rimase, tuttavia, quella caratteristica vena triste e malinconica.
Nati anch'essi nella medesima decade, i liverpooliani Anathema pubblicarono l'EP The Crestfallen EP nel 1992, e successivamente, nel 1993, il loro debutto, Serenades, dove in ambedue i lavori si riscontra un sound profondamente death metal, che, invece di concentrarsi su velocità e potenza di suono, lavora soprattutto sulle emozioni e gli stacchi doom metal. Il 1995 fu l'anno dell'uscita dell'EP Pentecost III e della dipartita di Darren White: il chitarrista Vincent Cavanagh assunse il ruolo di cantante e il loro secondo album, The Silent Enigma, venne pubblicato nello stesso anno, segnando una svolta per il gruppo, che assunse un nuovo sound ed emerse dai circoli underground gettandosi nel mainstream. Come avvenne per i My Dying Bride, anche gli Anathema si allontanarono dal loro background death metal spingendosi alla ricerca di nuove sonorità e sperimentando altrettante composizioni. La band continuò le proprie sperimentazioni fino ad Eternity, che venne acclamato dalla critica per il complesso ed elaborato lavoro compositivo. Nonostante gli Anathema attraversarono anch'essi un profondo cambiamento stilistico, non abbandonarono il loro caratteristico timbro malinconico e sofferente.
Alla luce di tutte queste influenze, ispirati dalla sperimentazione della voce femminile del secondo album dei Paradise Lost, Gothic, gli olandesi The Gathering pubblicarono il loro debutto Always... nel 1992 in cui cantava Bart Smits, facendo impiego di una voce in growl in primo piano, con il supporto della voce femminile di Marike Groot. La musica del loro primo album, infatti, presentava le caratteristiche tipiche del sound goth di derivazione death-doom. Il loro secondo album, Almost a Dance, uscì nell'anno successivo, con invece la presenza alla voce di Niels Duffhues. Il cantato di Duffhues, fortemente vicino alle estetiche punk rock e alternative, venne considerato da molti come qualcosa di poco inerente alla musica della band, cosa che successivamente riconobbe anche la band stessa. I Gathering decisero di abbandonare l'impiego di voci maschili, e scelsero Anneke van Giersbergen, come cantante principale del gruppo, a partire dal loro terzo album, Mandylion, disco che vide la band allontanarsi completamente dalle sue ben note sonorità gothic doom.

### Altre correnti e successivi sviluppi

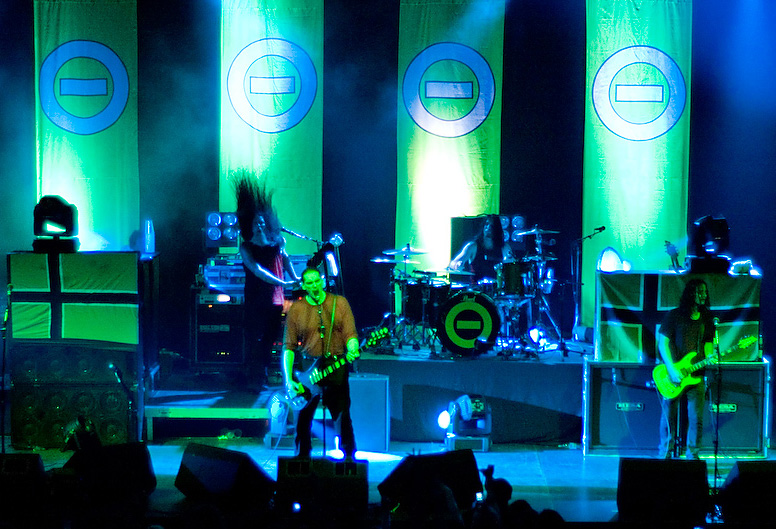
Type O Negative, dal vivo a Berlino, Germania

In America del Nord, Peter Steele formò Type O Negative verso gli inizi degli anni novanta dalle ceneri della band thrash metal Carnivore. Con il loro debutto Slow, Deep and Hard nel 1991, il complesso newyorchese intraprese la propria "avventura melodrammatica in pieno stile gothic rock", "realizzando brani di lunga durata costruiti su riff semplici, voci urlanti, organi di chiese, passaggi vocali armonici, e strani rumori meccanici". The Origin of the Feces seguì nel 1992, ma, il loro terzo album, Bloody Kisses, nel 1993, divenne il loro album più importante con una "potente e scherzosa parodia delle convenzioni del goth rock", e testi che "sguazzano allegramente nei cliché goth - sesso, morte, cristianesimo, vampiri...". L'album vendette milioni di copie negli Stati Uniti, a tal punto che la band stessa divenne l'attrattiva principale della sottocultura goth che all'inizio mostrò disinteresse per la band. Il distinguibile marchio di fabbrica della musica dei Type O Negative è sempre stato l'impiego di chitarre in "fuzz" e dall'accordatura bassa ed un timbro vocale baritonale da parte di Peter Steele, un gesto particolarmente intimidatorio nonché azzardato dallo stesso, in chiave fortemente machista, ma in maniera del tutto sarcastica ed ironica, il cui fine è solo quello di provocare e, per così dire, "annientare" l'archetipo androgino ed effeminato della sottocultura goth. Da allora, i Type O Negative furono riconosciuti come i pionieri del genere. In una recensione del loro album del 2007 (sennonché l'ultimo) Dead Again, il critico di allmusic Greg Prato dichiarò che "prima dei Type O Negative, non esisteva nulla del gothic metal".

### Il successo commerciale e il periodo di punta in Europa

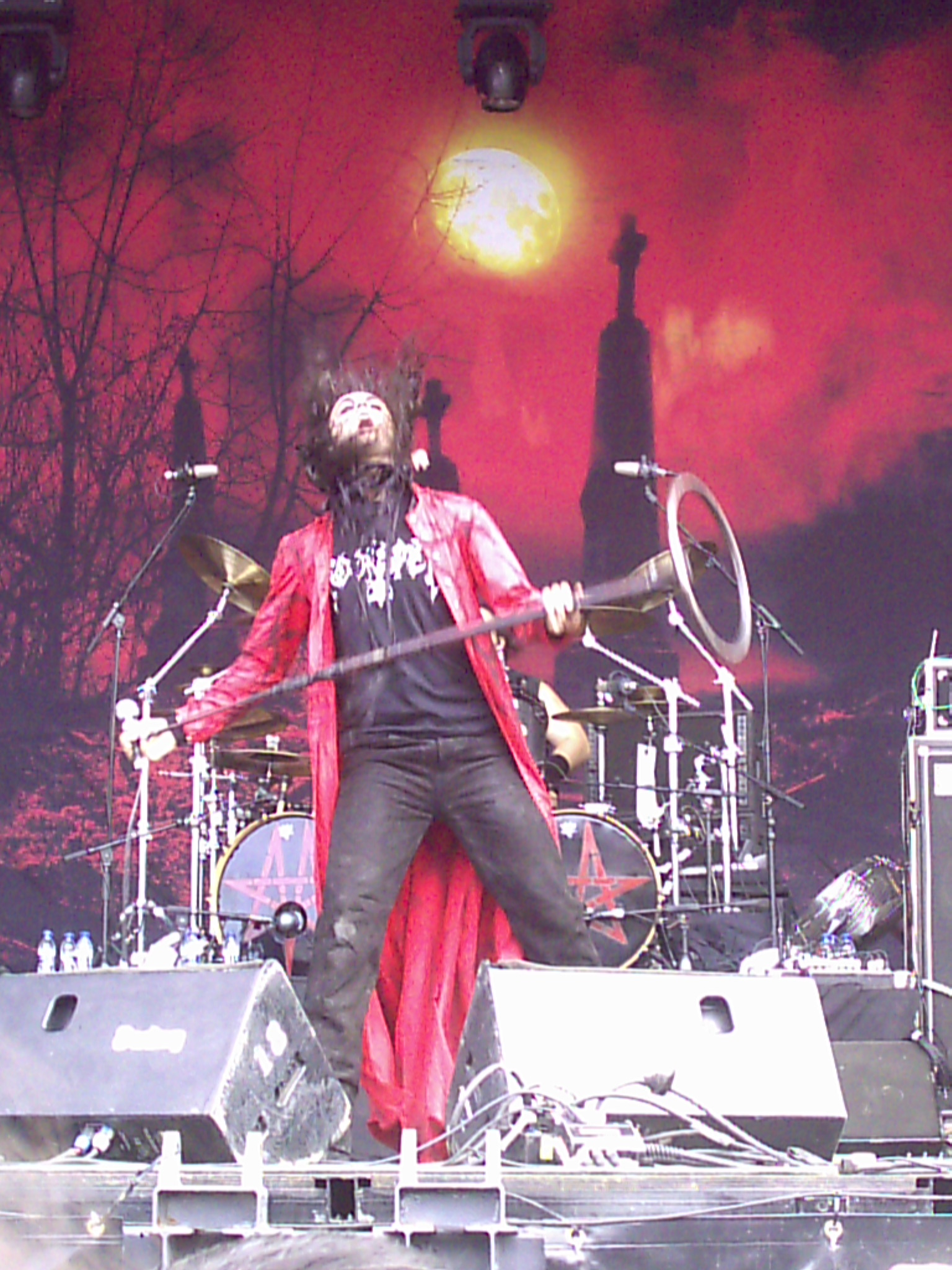
I portoghesi Moonspell dal vivo nel 2006, in Spagna.

I portoghesi Moonspell debuttarono nel 1994 con il loro EP Under the Moonspell, secondo allmusic "una delle pubblicazioni più raffinate ed importanti per la scena black metal internazionale degli anni novanta". La musica di questo lavoro si caratterizza per la presenza di atmosfere folk europee e medio-orientali, chiara influenza dei Dead Can Dance, realizzate tramite l'uso di una strumentazione di sessione basata su fiati, violini, timpani, gong e voci dal timbro Arabico ed orientale. Grazie alla pubblicazione di questo EP, i Moonspell divennero i "capofila" della scena metal portoghese e si ritrovarono l'opportunità di poter incidere con la celebre casa discografica tedesca della Century Media Records". Proprio grazie al contratto con questa etichetta pubblicarono il loro debutto, Wolfheart, nel 1995, considerato un vero e proprio caposaldo per il genere. Anche qui, come consudetine per il gothic, abbondano testi sinistri, chitarre melanconiche, tastiere atmosferiche e cori "demoniaci". Mentre la musica dei Moonspell si è in seguito presentata come un connubio tra darkwawe, goth rock e metal, il background musicale dei Moonspell, tuttavia, rimaneva fondamentalmente black metal, influenzato da gruppi come Celtic Frost e Bathory. Il loro album successivo, Irreligious, uscito nel 1996, era nettamente ispirato ai Type O Negative, una delle band a cui sarebbero stati di supporto nei tour a venire. Altre influenze che i Moonspell hanno riconosciuto di aver avuto nella loro musica sono band goth rock come i Mission U.K., i Sisters of Mercy e i Fields of the Nephilim. Dall'uscita di Butterfly Effect nel 1999, i Moonspell vennero considerati, anch'essi, come una delle band più importanti della scena gothic metal europea.
La musica degli inglesi Cradle of Filth, sin dall'uscita del loro debutto nel 1994, The Principle of Evil Made Flesh, è tuttora vista come un connubio tra la rabbia e l'aggressività del black metal e l'immaginario lirico e l'attitudine del gothic rock. Mentre altre band "hanno cercato di incorporare toni "gotici" nella propria musica", i Cradle of Filth hanno invece "dato una connotazione gotica al metal estremo, e non il contrario". La loro palese influenza goth è infatti dettata da una musica in cui prevalgono per la maggiore lunghi intro e intramezzi di tastiere, voci d'opera femminili e un Dani Filth dall'attitudine dark-romantica. All'interno del loro stile musicale si può ritrovare una forte influenza da parte dei Sisters of Mercy nelle parti vocali melodiche. L'album ricevette critiche di vario tipo, sebbene lo stesso li consacrò come una delle band di punta del genere, e, soprattutto, del black metal. Ciò risultò controverso, essendo il black un genere fortemente underground e del tutto antagonista alla concezione commerciale dell'industria musicale. La band subì numerosi e considerevoli cambiamenti di formazione e alcuni componenti che avevano lasciato la band confluirono nel supergruppo gothic metal dei The Blood Divine insieme all'ex cantante degli Anathema, Darren White.

### Lo stilema del "Beauty and the Beast"

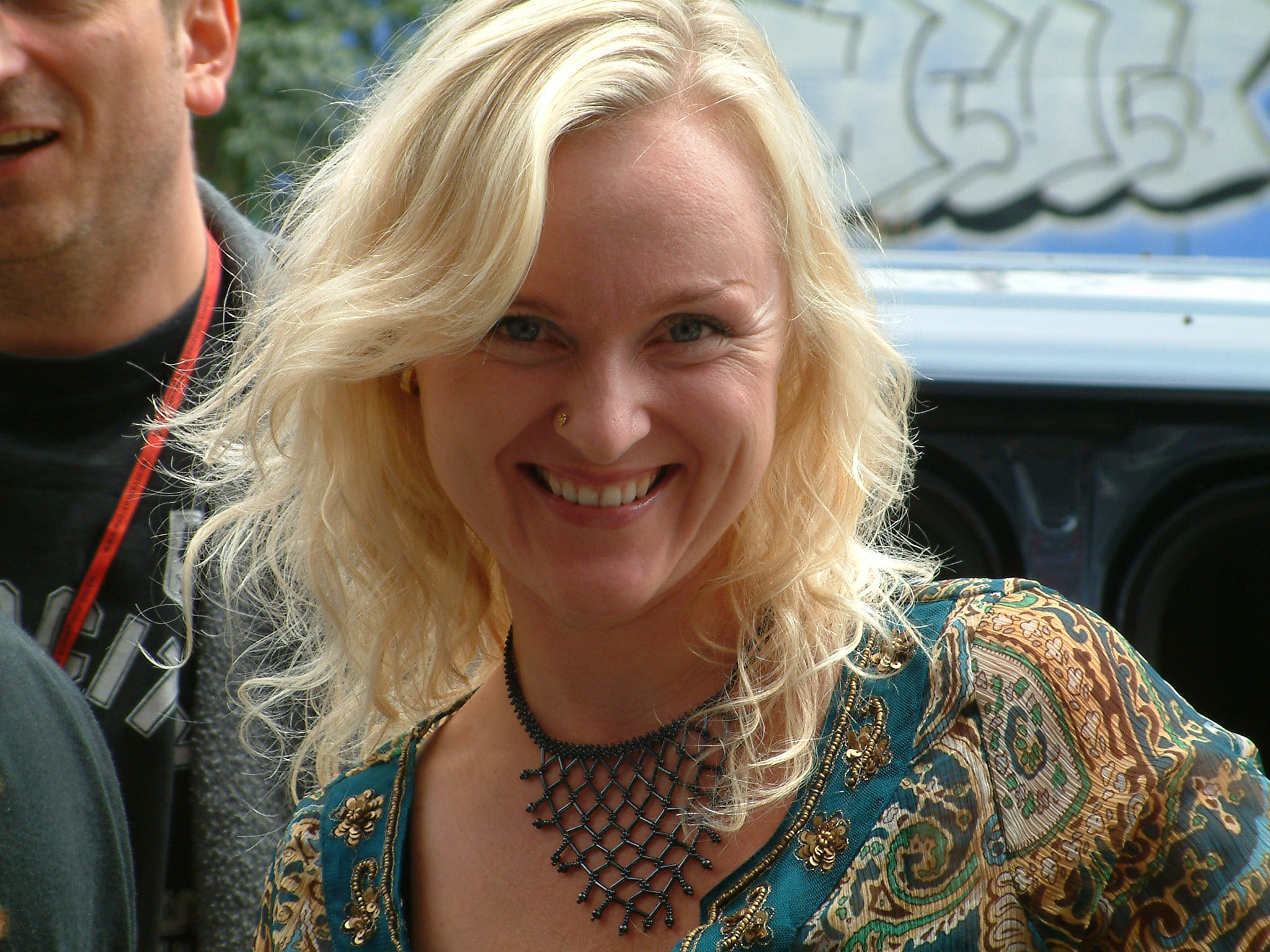
Liv Kristine, cantante e voce femminile dei Theatre of Thragedy.

Il termine "beauty and the beast" è stato coniato, ed usato, per fare riferimento a quell'estetica musicale e canora in cui si contrappongono voci femminili dal timbro angelico e siderale con aggressive voci maschili in growl sotto una base musicale caratterizzata da melodie di musica diatonica. Già i Paradise Lost e i The Gathering avevano accennato all'utilizzo di questa tecnica musicale in alcuni dei loro primi lavori, ma furono proprio i Theatre of Tragedy che, oltre a trasformare quella caratteristica rendendola il fulcro vero e proprio della musica, diede anche l'input a band di questo tipo che successivamente rivoluzionarono anche l'aspetto armonico definendo meglio questa corrente musicale con melodie più dolci e melodiche basata principalmente sulla scala diatonica. Già con il loro omonimo debutto nel 1994, si iniziò a parlare per la prima volta di questa particolare tendenza stilistica. Il loro secondo album, Velvet Darkness They Fear, uscì nel 1995. Fu poi il terzo album dei Theatre of Tragedy, Aégis, nel 1998, che vide la band avventurarsi "in nuovi territori musicali". Il pianoforte venne sostituito dalla presenza di tastiere e allo stesso tempo Raymond Rohonyi decise di abbandonare la tecnica del growl in favore di una voce più sottile e pulita. La musica dei lavori successivi si presentò più pulita e dalle sonorità più morbide, e proprio per questa "fluidità" nelle composizioni che la band si guadagnò numerosi acclami da parte della critica musicale europea.
Altre band importanti per questa tendenza stilistica musicale continuarono ad emergere durante la decade dei '90: i Trail of Tears nacquero nel 1994 mentre i Tristania e The Sins of Thy Beloved debuttarono nel 1996. Tutti i tre gruppi norvegesi pubblicarono i loro album di debutto nel 1998. I Tristania decisero di allontanarsi da questa corrente, sviluppando un'altra tecnica basata sull'utilizzo di tre forme di canto diverse: il soprano di Vibeke Stene, il contro-tenore di Østen Bergøy, e la voce black metal di Morten Veland". Il loro secondo album Beyond the Veil nel 1999 vede la presenza di dieci coristi e di passaggi strumentali di violini da parte di Pete Johansen dei The Sins Of Thy Beloved,. Da allora la band si è "sollevata" dalle convinzioni del gothic metal per il loro approccio sinfonico e "lussureggiante". Essi subirono infatti una grande perdita quando il cantante, il chitarrista e principale compositore della band, Veland, lasciò il gruppo per formare i Sirenia. Tuttavia i Tristania continuarono a prosperare con le pubblicazioni successive e vennero in seguito visti come una delle band di spicco della scena gothic internazionale.
Per oltre un decennio, questa tendenza stilistica a "la bella e la bestia" è stata portata avanti da numerosi esponenti del genere in tutto il continente Europeo. I Cradle of Filth sono infatti noti per aver fatto uso di quest'elemento stilistico tramite la presenza della voci femminili di Liv Kristine e Sarah Jezebel Deva. Alcuni critici hanno, infatti, criticato l'ampio uso di questa tecnica musicale talmente diffusa al punto da essere divenuta uno dei cliché della musica gothic metal.

### Symphonic gothic metal

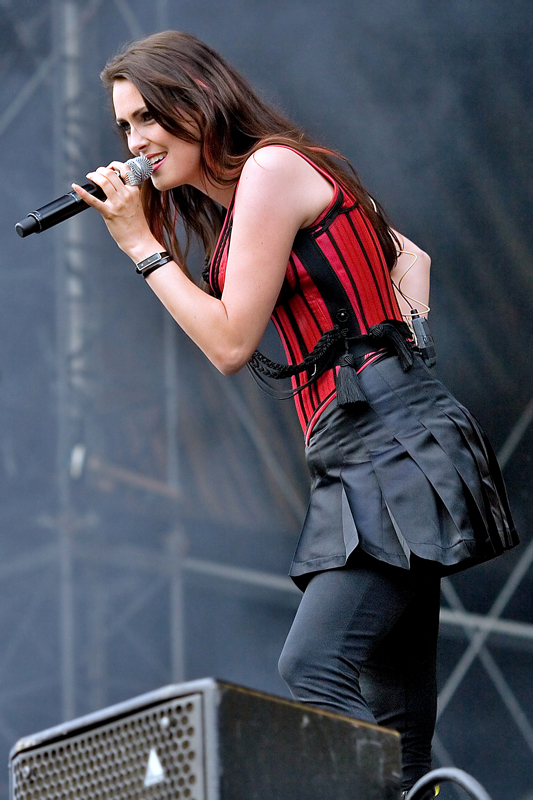
Sharon den Adel dei Within Temptation

I Tristania non furono l'unica band a portare la componente sinfonica all'interno della propria musica. Influenzati da Paradise Lost, Anathema e My Dying Bride, la formazione olandese dei Within Temptation nacque nel 1996. Il loro album di debutto Enter uscì nello stesso anno, seguito dall'EP The Dance. Entrambi i lavori mostrano in tutto e per tutto l'utilizzo della tecnica vocale de "la bella e la bestia" grazie alle voci di Sharon den Adel e Robert Westerholt. Il loro secondo album di studio Mother Earth uscì nel 2000, e segna l'abbandono del cantato in growl in favore alla voce di den Adel. L'album ottenne un enorme successo commerciale grazie anche al singolo "Ice Queen" che scalò le classifiche belghe e olandesi. Il loro terzo The Silent Force arrivò nel 2004 e rispetto ai precedenti album, si presenta come un disco più elaborato, con la presenza di un'orchestra e di un coro di 80 elementi. Il risultato fu un altro grande successo in tutta Europa e introdusse il genere ad un pubblico più commerciale.
Il marchio di fabbrica dei Within Temptation è quello di combinare lente ballate doom con forte influenza power metal con una potente e consistente vena sinfonica. Il critico di About.com, Chad Bowar, descrive la loro musica come "un perfetto bilanciamento tra la melodia e l'orecchiabilità di un rock più commerciale, la complessità e la profondità della musica classica e il lato oscuro del gothic metal".
Un'altra band symphonic goth olandese sono gli After Forever. Il loro album di debutto Prison of Desire nel 2000 si è subito presentato come un lavoro che si è lanciato nel "difficile" compito di unire heavy metal e progressive rock con arrangiamenti orchestrali, evidenziando growl profondi e voci d'opera. Il secondo album Decipher uscì nel 2001, proponendo uno stile musicale, secondo il chitarrista Sander Gommans, sulla linea dei Within Temptation. I membri fondatori, ossia il chitarrista e cantante Mark Jansen lasciarono gli After Forever a pochi mesi di distanza dall'uscita dell'album. Jansen formò gli Epica, un'altra band che nel proprio symphonic metal voleva includere delle sfumature gothic. Il loro album di debutto, The Phantom Agony, uscì nel 2003 con una musica che rimarcava il caratteristico stile canoro alla "bella e la bestia", con i growls di Jansen e la voce da soprano di Simone Simons. La musica degli Epica è stata descritta come una combinazione di sonorità e atmosfere tra loro differenti ma ben amalgamate. Come i Within Temptation e gli After Forever, anche gli Epica sono divenuti noti al pubblico per il caratteristico utilizzo di una strumentazione orchestrale. Il loro album del 2007 The Divine Conspiracy riscuoté un notevole successo commerciale, anche grazie alle nuove e forti influenze death metal, che si andranno a rafforzare nel successivo Design Your Universe, tanto che Mark Jansen ha ammesso che molti li definiscono symphonic death metal.
Seguendo l'ispirazione di band come Theatre of Tragedy e The 3rd and The Mortal sono da citare i finlandesi Nightwish band che nacque come gruppo ambient acustico ma che ebbero un'evoluzione musicale che li portò a proporre una concezione di gothic metal orchestrale. Si resero famosi soprattutto grazie al singolo "Wish I Had an Angel". presente nel loro album Once. Continuando infatti su questa scia musicale di symphonic gothic metal dai toni pomposi, ridondanti e quasi "cinematografici", arrivarono al culmine con Dark Passion Play nel 2007. Nel libro "A Rough Guide to Heavy Metal", infatti, Essi Berelian descrive i Nightwish sotto l'etichetta "gothic film score metal", ossia "gothic metal da colonna sonora". Anche gli svedesi Therion, noti al pubblico come gruppo symphonic metal, si lanciarono in territori più gothic pubblicando nel 2007 Gothic Kabbalah, disco che ricalcava fortemente gli elementi tipici di questo genere.

### Il successo commerciale

#### Paradise Lost
Con l'uscita di One Second nel 1997, i Paradise Lost portarono il genere a livelli più commerciali, come volevasi dimostrare già con il precedente Draconian Times. Eduardo Rivadavia, critico di AllMusic, descrive infatti l'uscita di questo album come una scissione totale dal sound degli esordi, al punto che questo venne addirittura paragonato a lavori di band synth rock come i Depeche Mode, essendosi la band completamente allontanata dalle loro celebri sonorità death/doom. Anche gli album successivi proseguirono le sperimentazioni rock elettroniche intraprese dal precedente. Il risultato fu infatti un sound accessibile ad un pubblico più largo e commerciale. Nonostante le numerose vendite e il successo commerciale a cui la band andò incontro, la band perse la fama di capisaldi del gothic metal, sia in patria che negli Stati Uniti.

#### Moonspell e Within Temptation
Nel corso della loro carriera, i Moonspell sono stati una band che ha subito un considerevole calo di ascoltatori per aver più volte intrapreso strade differenti nei propri lavori. Stando alle dichiarazioni del cantante e leader dalla band, Fernando Ribiero, i fan degli esordi "erano meno cinici e più aperti" rispetto a quelli del 2007. Ciononostante la band ha riscosso un notevole successo commerciale nel 2006 con Memorial raggiungendo la prima posizione nelle classifiche del proprio paese. Sono stati inoltre premiati come migliore artista/band portoghese agli MTV Europe Music Awards del 2006, allo stesso modo di quanto accadde per i Within Temptation nell'anno seguente con la nomina di miglior artista belga/olandese. I Within Temptation ricevettero perlopiù nel 2007 ai World Music Awards la nomina di band olandese di maggior successo in termini di vendite.

#### Lacuna Coil

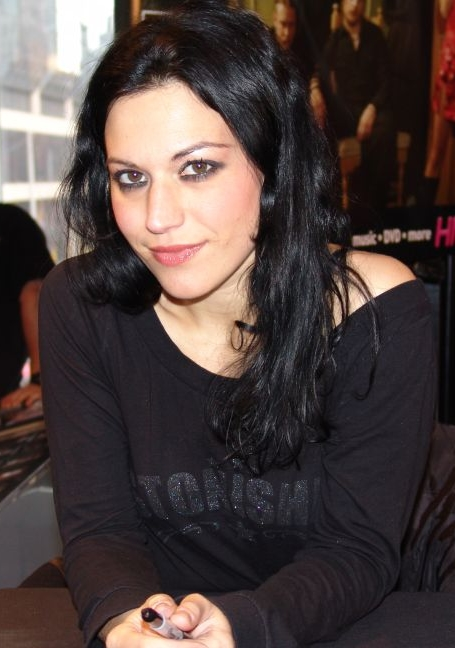
Cristina Scabbia, frontwoman dei celebri Lacuna Coil.

Gli italiani Lacuna Coil sono divenuti anch'essi una delle band "di punta" del gothic metal. La band infatti impiega la voce femminile di Cristina Scabbia e quella maschile di Andrea Ferro, anche se non è orientata sul celebre stereotipo gothic de "la bella e la bestia", dal momento che Ferro fa soprattutto uso di un cantato pulito. Nati a Milano nel 1994, pubblicarono nel 1996 un demo dal sound fortemente influenzato da band come Paradise Lost e Type O Negative. Con il loro omonimo debutto del 1998, la band divenne una delle pietre miliari della scena gothic italiana. Dopo il primo album la band subì una scissione da cui nacquero i Cayne di Claudio Leo, tuttora in attività. Il seguente In a Reverie esordì nel 1999 con uno stile musicale non distante da band come The Gathering e Moonspell. Secondo le dichiarazioni di alcuni critici, la musica dei Lacuna Coil è stata definita più "accessibile" ad un pubblico più vasto rispetto ai lavori di altri loro coetanei. Per l'uscita del loro terzo album, Comalies, i Lacuna Coil firmarono con la Century Media Records, casa discografica che portò la band ad alti livelli di successo commerciale, consentendo loro di divenire una delle band più famose del proprio paese. Inoltre sono stati una delle prime, se non poche, band esponenti Europee del genere che hanno riscosso un importante successo negli Stati Uniti, con album da notevoli vendite. Il loro quarto lavoro, Karmacode, ebbe ancor più successo, raggiungendo la ventottesima posizione nella classifica degli album più venduti, stilata da Billboard, e riscuotendo lo stesso successo non solo in America ma anche in Europa. Gli album Comalies e Karmacode vendettero quasi più di un milione di copie in ambedue i continenti. Per questo furono gli headliner al festival americano dell'Ozzfest. L'album, "Shallow Life", si guadagnò la sedicesima posizione nella classifica statunitense degli album più venduti.

#### Il successo degli Evanescence

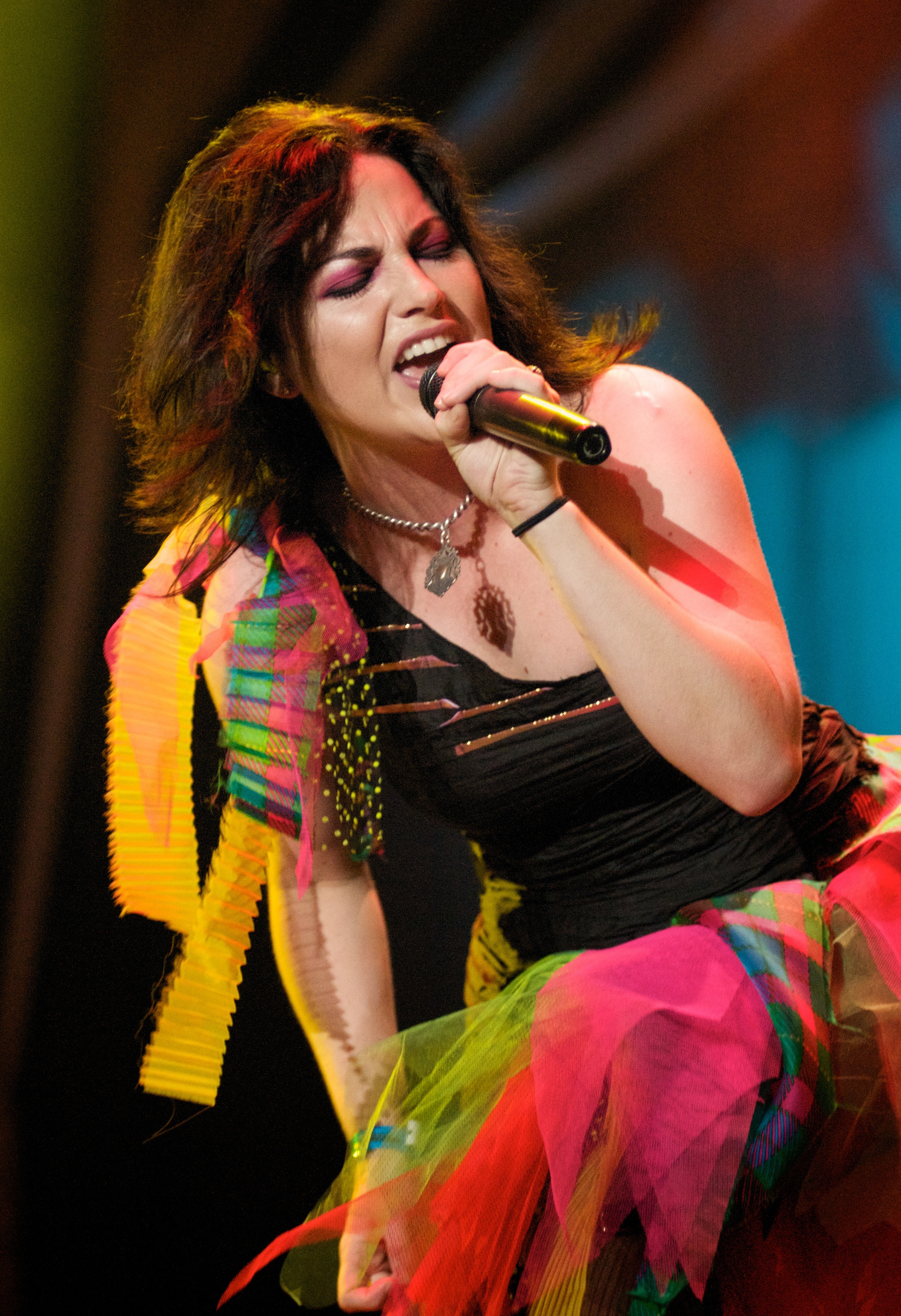
Amy Lee degli Evanescence al Maquinária Festival, nel 2009.

Nel 2003 gli Evanescence, provenienti dall'Arkansas, conquistarono negli Stati Uniti un maestoso successo commerciale con il loro album di debutto Fallen. Il loro album si presentò subito come una commistione tra gothic rock e alternative metal e diversi critici li paragonarono a gruppi della scena nu metal come P.O.D. e Linkin Park. Altrettanti paragoni sono stati fatti tra gli Evanescence e gruppi gothic metal come i Within Temptation e i Lacuna Coil. Il critico di PopMatters Adrien Begrand paragonò i Lacuna Coil alla band statunitense: fece notare il notevole divario musicale tra le due band, rivendicando in tutto e per tutto l'essenza heavy metal dei Lacuna Coil, sottolineando il loro seminale ed elaborato universo musicale che la band ha costruito album dopo album, a discapito degli Evanenscence che nonostante l'inaspettato successo planetario, per il critico, rimasero una band, tuttavia, di minor rilevanza e più ancorata ad una musica adatta ad un grande pubblico che all'heavy metal. Anche Cammila Albertson, critica di Allmusic, fa una considerazione simile sulla band, descrivendola infatti come una band ancorata più al pop che al metal. Mentre, anche Fernando Ribeiro dei Moonspell aveva più volte asserito che gli Evanescence non sono una band metal, riviste e giornali come New York Times, Rough Guides, Rolling Stone e Blender li ascrivono pienamente alla corrente gothic metal. Adrian Jackson, ex bassista dei My Dying Bride sostenne che la band statunitense sta ripercorrendo le tracce dei My Dying Bride, ma solo seguendo una direzione più commerciale. Gregor Mackintosh dei Paradise Lost, invece, evidenziò il gap tra la sua band e l'anima "gothic" Evanescence, affermando che questi ultimi hanno ricevuto un'influenza indiretta dalla loro musica per mezzo di altre band come i Lacuna Coil. Gli Evanescence sono tuttora a volte riconosciuti come una delle band fondamentali per aver portato ad un notevole successo commerciale ed aver aperto nuovi orizzonti al genere, o che perlomeno ha incorporato all'interno della propria musica marcate componenti gothic metal.

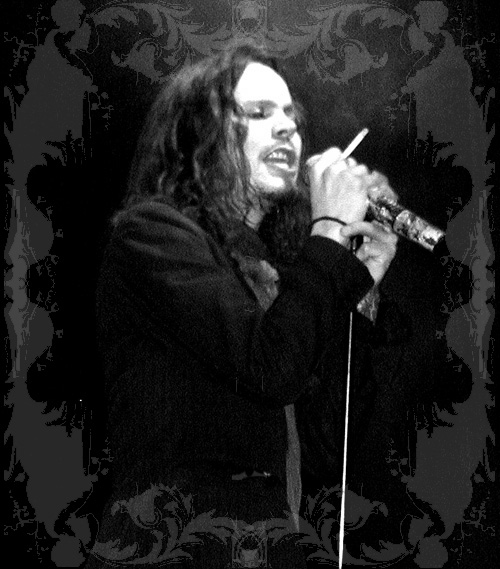
Ville Valo degli HIM cita i Type O Negative e i tre pionieri inglesi del genere tra le sue maggiori fonti ispiratrici.

#### HIM
Un'altra band che è stata al centro sia di un successo commerciale che di critiche, sono gli HIM. Il complesso finlandese non ha solamente riscosso successo in patria ma in tutti i paesi del continente europeo, in particolare in Germania. Il loro debutto del 1997 Greatest Lovesongs, Vol. 666 si presentò subito come una commistione tra heavy metal e gothic rock anni ottanta. Tuttavia gli HIM intrapresero una strada più "pop" e melodica con il loro album Razorblade Romance nel 2000. La band stessa descrive il proprio stile musicale come Love Metal, che non è altro che il nome del loro quarto album del 2003. Due anni dopo seguì Dark Light, disco di successo negli Stati Uniti, che debuttò alla diciottesima posizione tra la classifica degli album più venduti; ancora meglio fu il seguente Venus Doom nel 2007, che raggiunse la dodicesima posizione.

#### La scena gothic finlandese
Dal ventunesimo secolo, il Gothic metal ha iniziato a godere di numeri consensi da parte del pubblico mainstream in Finlandia. Oltre ai già prima menzionati HIM, band come Charon, Entwine, For My Pain..., Lullacry, Poisonblack, Sentenced, The 69 Eyes e To/Die/For hanno visto la maggior parte dei propri lavori guadagnarsi considerevoli posizioni nelle classifiche finlandesi. Tra questi gruppi, i Sentenced nacquero nel 1989 e iniziarono la propria carriera seguendo uno stile vicino al melodic death e al blackened death metal. I For My Pain... nacquero invece come supergruppo composto da membri di illustri band della scena gothic finlandese come Nightwish, Embraze, Eternal Tears of Sorrow e Reflexion, oltre agli italiani Dreaming Light.